# 小柳駅 (石川県)
小柳駅（おやなぎえき）は、石川県白山市小柳町にある北陸鉄道石川線の駅である。駅番号はI15。

## 歴史
- 1915年（大正4年）6月22日：開業。

## 駅構造
1面1線の地上駅。無人駅である。

## 利用状況
駅付近には田んぼと数軒の民家しかなく、周辺住民もより栄えている隣の井口駅を利用することがあり、利用客数は少ない。
「白山市統計書」によると、近年の1日平均乗降人員は以下の通りである。
| 年度   | 1日平均 乗降人員 |
| ------ | ---------------- |
| 2000年 | 58               |
| 2001年 | 61               |
| 2002年 | 68               |
| 2003年 | 74               |
| 2004年 | 68               |
| 2005年 | 70               |
| 2006年 | 62               |
| 2007年 | 62               |
| 2008年 | 62               |
| 2009年 | 67               |
| 2010年 | 75               |
| 2011年 | 73               |
| 2012年 | 59               |
| 2013年 | 52               |
| 2014年 | 51               |
| 2015年 | 56               |
| 2016年 | 68               |
| 2017年 | 71               |
| 2018年 | 63               |
| 2019年 | 63               |
| 2020年 | 49               |

## 駅周辺
- 潜龍寺
- 石川県道179号野々市鶴来線（鶴来街道）
- 国道157号

## 隣の駅
北陸鉄道
■石川線
井口駅 (I14) - 小柳駅 (I15) - 日御子駅 (I16)